# 免疫受体酪氨酸活化基序
免疫受体酪氨酸活化基序（英語：immunoreceptor tyrosine-based activation motif，缩写ITAM）是一个由十多个氨基酸构成的保守序列，常出现在免疫系统某些细胞的跨膜蛋白的胞内区。

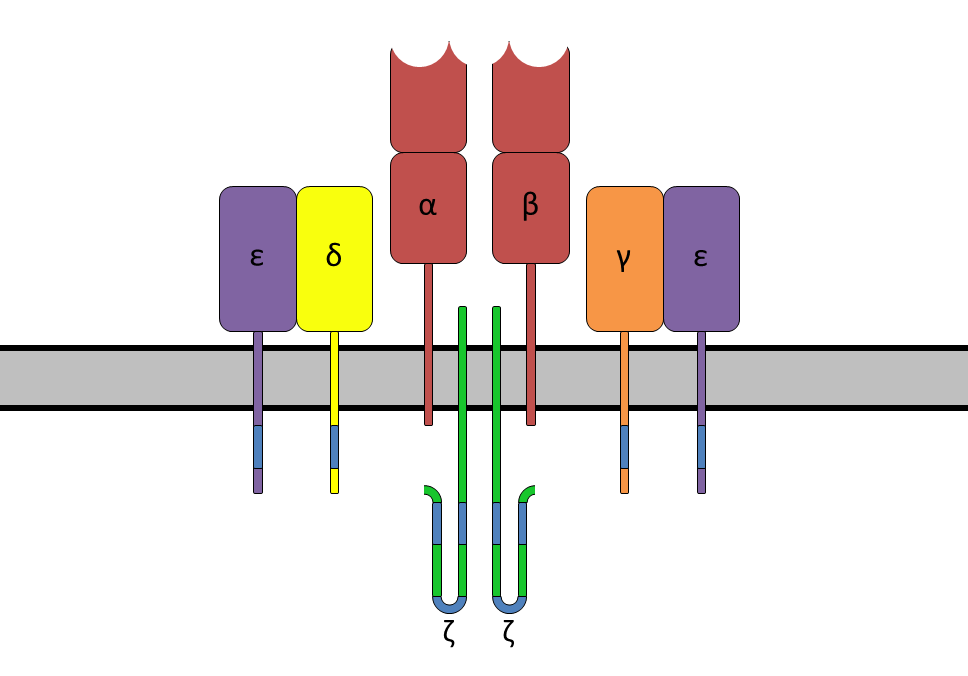
T-细胞受体复合物，包括α与β链、CD3和ζ链。CD3的每个亚基的胞内区有一个ITAM，ζ链的胞内区有三个ITAM，标记为蓝色

## 结构
ITAM基序的基本结构包含了N端的酪氨酸和C端的亮氨酸或異亮氨酸以及夹在两者中间的其他两个任意氨基酸，故缩写为YxxL/I。两个基本结构之间通常还隔着6到8个其它任意的氨基酸残基，构成一个ITAM基序，故缩写为YxxL/Ix(6-8)YxxL/I。

## 功能
ITAM是免疫细胞的重要转导信号。因此，他们常出现在的重要的细胞信号分子的胞内区，如T细胞受体复合物的CD3和ζ链，B细胞受体复合物中CD79α和β链，与某些Fc受体。当这些受体分子与他们的 配體发生相互作用时，胞内ITAM上的酪氨酸残基会磷酸化，磷酸化的ITAM可与带有SH2结构域的包内游离蛋白结合，使免疫细胞信号传送到下游的信号分子。